# Eugen Lerch
Pour les articles homonymes, voir Lerch.
Eugen Lerch, né le 25 décembre 1888 à Berlin, mort le 16 novembre 1952 à Mayence, est un romaniste et philologue allemand.
Après la Seconde Guerre mondiale, il travaille à l'université Johannes Gutenberg de Mayence.

## Publications
- Les Annales de la philologie idéaliste, avec Victor Klemperer (années 1920).